# Siphonalia vanattai
Siphonalia vanattai is een slakkensoort uit de familie van de Buccinidae. De wetenschappelijke naam van de soort is voor het eerst geldig gepubliceerd in 1905 door Pilsbry.